# Vilém Heinz-Henry
Vilém Heinz-Henry, narozený jako Vilém Heinz (3. července 1876 Praha – 7. prosince 1946 Praha) byl český sportovní novinář a fotbalový funkcionář.

## Život
Vilém Heinz-Henry byl dlouholetým funkcionářem SK Slavia Praha, byl aktivní i v ČSF, v roce 1903 byl předsedou ČSF. Byl autorem memoranda ČSF, rozeslaného před kongresem členským svazům FIFA, na jehož základě byl ČSF přijat za prozatímního člena FIFA. Byl propagátorem mnoha sportů, podílel se i na přípravě a metodice vedoucích dorosteneckých fotbalových družstev a na tvorbě sportovního názvosloví.
Tento nestor českých sportovních novinářů počal zprvu psát do týdeníku „Sport", jenž však krátce po smrti svého zakladatele V. Bastla zanikl, pak stal se redaktorem „Cyklisty" a později velmi populárního týdeníku „Sport a hry", v němž zaujat vzrůstajícím hnutím automobilovým, založil u nás první stálou rubriku »Automobilism«, v níž bedlivě sledoval nejen sportovní události, ale vývoj tohoto nového dopravního prostředku vůbec a razil mu propagačně cestu u nás. Přispíval horlivě i do některých listů deníků, byl sport. redaktorem "Národní Politiky", později pak vstoupil do redakce "Národních Listů", kde přes 30 let zastával pozici vedoucího sportovní rubriky. Byl dlouhou dobu i v redakčním sboru časopisu "Auto", kam napsal nesčetnou řadu poutavých článků, úvah a kritických rozborů.
Stejnou měrou jako automobilismu se věnoval i letectví. Byl nejenom podporovatelem průkopníka letectví ing. Jana Kašpara, ale stal se i jeho prvním pasažérem. Mnoho let byl členem "redakčního kruhu" časopisu Letectví. Aeroklub RČs. při příležitosti jeho 60. narozenin (1936) mu poskytl nejvyšší klubové vyznamenání, čestnou vlajku a čestnou plaketu, jako ocenění jeho propagační práce, kterou pro československé letectví vykonal.n
Ještě jako sedmdesátiletý odstartoval 1. července 1946 čestný startér Vilém Heinz všechny motocyklisty při Velké Heinzově soutěži.
Od roku 1931 předsedal nově založenému tuzemskému Klubu sportovních novinářů (později byl předsedou čestným). Stal se prvním českým novinářem, kterému Československý olympijský výbor udělil prestižní vyznamenání Cenu Gutha-Jarkovského (1936, opakovaně pak v roce úmrtí 1946), byl odměněn i Autoklubem Republiky Československé nejvyšším uznáním Zlatým odznakem za zásluhy.